# Bomarzo
Bomarzo é uma comuna italiana da região do Lácio, província de Viterbo, com cerca de 1.615 (Cens. 2001) habitantes. Estende-se por uma área de 39,89 km², tendo uma densidade populacional de 40,49 hab/km². Faz fronteira com Attigliano (TR), Bassano in Teverina, Giove (TR), Graffignano, Soriano nel Cimino, Viterbo, Vitorchiano.

## Demografia
| Variação demográfica do município entre 1861 e 2011                               |
|                                                                                   |
| Fonte: Istituto Nazionale di Statistica (ISTAT) - Elaboração gráfica da Wikipedia |